# 雙石 (加利福尼亞州)
雙石（英語：Twin Rocks）是位於美國加利福尼亞州門多西諾縣的一個非建制地區。該地的面積和人口皆未知。

## 地理
雙石的座標為39°49′22″N 123°33′55″W / 39.82278°N 123.56528°W，而該地的平均海拔高度為433米（即1421英尺）。